# Адміністративний устрій Яготинського району
Адміністративний устрій Яготинського району — адміністративно-територіальний поділ Яготинського району Київської області на 1 міську та 18 сільських рад, які об'єднують 42 населені пункти і підпорядковані Яготинській районній раді. Адміністративний центр — місто Яготин.
Яготинський район створено 7.03.1923 і перебував у складі:
- Прилуцького округу Полтавської губернії (7.03.1923—13.06.1930)
- Лубенського округу (06.1930—15.09.1930)
- В прямому підпорядкуванні центру (1930 — 9 лютого 1932)
- Київської області (9 лютого — 15 жовтня 1932)
- Харківської області (15 жовтня 1932 — 22 вересня 1937)
- Полтавської області (22 вересня 1937 — жовтень 1941)
- Пирятинського гебіту (жовтень 1941 — листопад 1943)
- Полтавської області (листопад 1943 — 6 січня 1954)
- Київської області (з 6 січня 1954 і до 2020).

У 1934 р. постановою президії ВУЦВКу від 5 березня 1934 р. частина Яготинського району Харківської області передана до Малодівицького району
Чернігівської області. 
05.02.1965 Указом Президії Верховної Ради Української РСР передано Усівську сільраду Яготинського району до складу Баришівського району.

## Список радЯготинського районустаном на 2014 рік
| №  | Назва                        | Центр          | Населені пункти                                          | Площа км² | Місце за площею | Населення (2001), осіб. | Місце за населенням |
| -- | ---------------------------- | -------------- | -------------------------------------------------------- | --------- | --------------- | ----------------------- | ------------------- |
| 1  | Яготинська міська рада       | м. Яготин      | м. Яготин с. Соколівщина с. Червоне Заріччя              |           |                 |                         |                     |
| 2  | Богданівська сільська рада   | с. Богданівка  | с. Богданівка с. Коптевичівка                            |           |                 |                         |                     |
| 3  | Годунівська сільська рада    | с. Годунівка   | с. Годунівка                                             |           |                 |                         |                     |
| 4  | Двірківщинська сільська рада | с. Двірківщина | с. Двірківщина с. Воронівщина с. Кайнари с-ще Черняхівка |           |                 |                         |                     |
| 5  | Жоравська сільська рада      | с. Жоравка     | с. Жоравка с. Лебедівка                                  |           |                 |                         |                     |
| 6  | Засупоївська сільська рада   | с. Засупоївка  | с. Засупоївка с. Григорівка с. Федорівка                 |           |                 |                         |                     |
| 7  | Капустинська сільська рада   | с. Капустинці  | с. Капустинці с. Добраничівка с. Плужники                |           |                 |                         |                     |
| 8  | Кулябівська сільська рада    | с. Кулябівка   | с. Кулябівка с. Тужилів с. Шевченкове                    |           |                 |                         |                     |
| 9  | Лемешівська сільська рада    | с. Лемешівка   | с. Лемешівка с. Гензерівка с. Лукомщина                  |           |                 |                         |                     |
| 10 | Лозовоярівська сільська рада | с. Лозовий Яр  | с. Лозовий Яр                                            |           |                 |                         |                     |
| 11 | Ничипорівська сільська рада  | с. Ничипорівка | с. Ничипорівка с. Трубівщина                             |           |                 |                         |                     |
| 12 | Панфильська сільська рада    | с. Панфили     | с. Панфили                                               |           |                 |                         |                     |
| 13 | Райківщинська сільська рада  | с. Райківщина  | с. Райківщина с. Розумівка с. Рокитне                    |           |                 |                         |                     |
| 14 | Сотниківська сільська рада   | с. Сотниківка  | с. Сотниківка                                            |           |                 |                         |                     |
| 15 | Сулимівська сільська рада    | с. Сулимівка   | с. Сулимівка с. Божки                                    |           |                 |                         |                     |
| 16 | Супоївська сільська рада     | с. Супоївка    | с. Супоївка с. Дзюбівка с. Озерне с. Черкасівка          |           |                 |                         |                     |
| 17 | Фарбованська сільська рада   | с. Фарбоване   | с. Фарбоване                                             |           |                 |                         |                     |
| 18 | Червонівська сільська рада   | с. Червоне     | с. Червоне                                               |           |                 |                         |                     |
| 19 | Черняхівська сільська рада   | с. Черняхівка  | с. Черняхівка с-ще Гречанівка                            |           |                 |                         |                     |

* Примітки: м. — місто, смт — селище міського типу, с. — село, с-ще — селище